# Piriac-sur-Mer
Piriac-sur-Mer är en kommun i departementet Loire-Atlantique i regionen Pays de la Loire i nordvästra Frankrike. Kommunen ligger i kantonen Guérande som tillhör arrondissementet Saint-Nazaire. År 2022 hade Piriac-sur-Mer 2 663 invånare.

## Befolkningsutveckling
Antalet invånare i kommunen Piriac-sur-Mer
| Referens: INSEE |